# Stadion Hebrangova
Stadion Hebrangova to wieloużytkowy stadion znajdujący się w mieście Samobor, w Chorwacji. Na tym stadionie swoje mecze rozgrywa drużyna piłkarska NK Samobor. Stadion może pomieścić 5 000 widzów. Został wybudowany w roku 1973.